# زهر زیبا (ئی‌پی)
زهر زیبا (به انگلیسی: Pretty Poison) نخستین ئی‌پی از خوانندهٔ آمریکایی نسا برت می‌باشد که در ۲۰ سپتامبر سال ۲۰۲۱ منتشر گردید.